# Víga-Glúms saga
La Víga-Glúms saga (in italiano Saga di Víga-Glúmr) è una Saga degli Islandesi, di autore ignoto (come molte di queste saghe), scritta in Islanda probabilmente nel XIII secolo. Narra la storia di Glúmr Eyjólfsson, soprannominato Víga-Glúmr, che uccide diverse persone e tenta di nascondere le proprie colpe. L'editore moderno della Víga-Glúms saga la cui versione è presa da tutti convenzionalmente come standard è l'Íslenzk Fornrít. Un passaggio all'interno della saga potrebbe alludere a uno scandalo politico del tempo di cui non ci è pervenuta notizia.

## Trama
Il nonno di Glum, Ingjald, era un figlio di Helgi inn magri, primo colono di Eyjafjörðr, e abitava a Þverá. Glumr è il figlio più giovane di Eyjolfr e la saga dice che, all'inizio, non prometteva bene. Dopo la morte di Eyjolfr e di un fratello, muore anche il nipote neonato di Eyjolfr e la moglie del figlio eredità metà della fattoria. Suo padre Thorkell l'Alto e il fratello Sigmundr prendono possesso della fattoria in cui vivono Glumr e la madre ora vedova, Astrid. Glumr trova invivibile la situazione e decide di andarsene.
Glumr salpa per la Norvegia e va a vivere nella casa del nonno materno, il capo locale Vigfuss. Dopo che Glumr uccide un berserkr, Vigfuss gli dona tre cimeli di famiglia: un mantello nero, una lancia con intarsi d'oro e una spada, dicendogli che chiunque le possegga vivrà a lungo e diventerà famoso. 
Nel frattempo, Sigmundr costringe Astrid a lasciare la fattoria, usando l'accusa contro due servi di Astrid di aver ucciso due capi del loro bestiame. Sigmundr e Thorkell citano Astrid in assemblea e la corte la priva del diritto di pascolare su un capo sempre verde vicino alla fattoria, chiamato Vitazgjafi. Fino ad allora le due famiglie se lo erano divisi alternativamente ogni anno, ma adesso che Astrid non aveva più diritti sulla proprietà, tutto passava alla famiglia di Sigmundr e Thorkell.
Quando Glumr ritorna e scopre quello che è successo, recita la prima delle sue numerose poesie scaldiche, riguardo all'ingiustizia per quello accaduto alla sua famiglia. Poi scopre i cadaveri delle due vacche di Sigmundr e Thorkell, nascoste sotto la neve, e capisce che erano stati ingannati. Quindi Glumr si reca a Vitazgjafi dove trova Sigmundr che falcia il fieno e lo uccide con la lancia donatagli da Vigfuss.
Durante l'inverno, Glumr vede in sogno lo spirito di Vigfuss sotto forma di una gigantessa, che cammina verso Þverá. La gigantessa era così grande che le sue spalle strisciano contro le montagne su entrambi i lati della valle.
Þórarinn of Espihóll, un altro importante capo della zona, era sia suocero di Sigmundr sia discendente di Helgi inn magri, perciò era riluttante a sostenere un processo contro Glumr, portato avanti da Thorkell l'Alto, ma alla fine, per la argomentazioni di Glumr e l'appoggio dei suoi sostenitori, Þórarinn costringe Thorkell a vendergli metà della fattoria per molto meno della metà del suo valore e a lasciarla lui stesso entro sei mesi. Prima di andare, poi, doveva andare al tempio di Freyr e sacrificargli un bue. 
Per quarant'anni Glumr è un uomo potente nel suo distretto. Sposa Hallador e con lei ha due figli e una figlia. 